# Gangster Disciples
Os Gangster Disciples são uma gangue afro-americana de rua e prisão, formada no lado Sul de Chicago no final dos anos 1960 por Larry Hoover, líder dos Supreme Gangsters, e David Barksdale, líder dos Black Disciples. Os dois grupos se uniram para formar a Black Gangster Disciple Nation (BGDN). O BGDN se dividiu em diferentes facções conhecidas hoje como Gangster Disciples e Black Disciples. Atualmente, as duas gangues são rivais.

## Cores e simbolismo
O símbolo predominante dessa gangue é a Estrela de Davi de seis pontas. Os Gangster Disciples também usam as forquilhas cruzadas para cima ("ancinhos" ou "forquilha") e um coração. Os membros da organização usam trajes pretos e azuis.

## História
Os Gangster Disciples foram formados no lado sul de Chicago, Illinois, em 1969, por Larry Hoover. Larry Hoover era o líder de sua própria gangue chamada Supreme Gangsters, enquanto David Barksdale também era o líder de sua própria gangue chamada Devil Disciples. Mais tarde, eles uniram as duas gangues em 1969 e se autodenominaram Black Gangster Disciples.
Os Gangster Disciples estão ativos em 110 cidades e 31 estados, predominantemente no meio-oeste e sudeste dos Estados Unidos, e também mantêm uma presença significativa no sistema prisional dos Estados Unidos. A quadrilha tem cerca de 50.000 a 90.000 membros. Os Gangster Disciples surgiram em número significativo em Memphis, Tennessee, na década de 1980, sendo a primeira gangue de rua moderna a conseguir o feito.
Em janeiro de 2021, sete supostos membros do Gangster Disciples, incluindo líderes nacionais e estaduais da gangue, foram indiciados sob acusações de extorsão, assassinato em auxílio de extorsão, tentativa de homicídio em auxílio de extorsão e acusações de porte de arma.

## Violência da Gangue
Em 3 de julho de 2005, membros da gangue de rua Gangster Disciples mataram o sargento Juwan Johnson do Exército dos EUA na pequena cidade de Hohenecken perto de Ramstein, Alemanha. Os promotores acusaram o aviador da Força Aérea dos EUA, Rico Williams, de ser o primeiro a atacar Johnson, agredindo ele por seis minutos que ele teve de suportar para se juntar à gangue. Após a surra, Johnson pediu a um de seus companheiros de gangue que o levasse ao hospital. Williams então ordenou que seus membros de gangue não o levassem lá. Johnson morreu mais tarde devido a múltiplos ferimentos por força bruta.
De acordo com as investigações do governo, Williams era o líder da quadrilha que operava na base. O aviador Williams foi condenado a 22 anos de prisão, enquanto outros militares enfrentaram penas de 2 a 12 anos. Algumas das acusações contra os militares foram: Williams, assassinato de segundo grau e adulteração de testemunhas; Sargento da Força Aérea Jerome Jones, conspiração para cometer agressão, participação em gangues e outras acusações; O aviador Nicholas Sims e o sargento do exército Rodney Howell; homicídio involuntário; Soldado Terrance Norman, homicídio culposo.
Os Gangster Disciples foram falsamente acusados nos assassinatos de 2008 do membro Cecil Dotson Sr., sua noiva Marissa Williams, seu colega Hollis Seals e sua namorada Shindri Roberson. Também foram mortos o filho de 4 anos de Cecil e Marissa, Cemario, e o filho de Cecil com Erica Smith, Cecil Dotson II de 2 anos. A criança estava passando a noite com o pai e os irmãos. Gravemente feridos no ataque estavam Cecil e os outros três filhos de Marissa, Cecil Dotson Jr., de nove anos, Cedric de cinco anos e Ce'niyah de dois meses.
As alegações foram feitas originalmente de que os Gangster Disciples foram responsáveis pelo evento que veio a ser conhecido como "O massacre de Lester Street" e foi apresentado em dois episódios separados de "As primeiras 48 horas" no A&E. Por fim, veio à público que o terrível ataque foi um caso de fratricídio entre dois irmãos, com os Gangster Disciples não envolvidos no crime. Cecil e sua família foram massacrados pelo próprio irmão de Dotson, Jessie, que acabou confessando os assassinatos. Ele foi condenado em todas as acusações e sentenciado a seis sentenças de morte mais 120 anos pelos três filhos (sua sobrinha e sobrinhos) que tentou matar. Os Gangster Disciples foram inocentados de qualquer envolvimento.
Em 27 de abril de 2016, 32 membros dos Gangster Disciples foram presos sob a acusação de corrupção e extorsão por agentes federais. Entre os 32 presos estava um ex-policial da área de Atlanta que, segundo os promotores, foi um assassino da gangue. A acusação alega que os membros do Gangster Disciples cometeram 10 assassinatos, 12 tentativas de assassinato, 2 roubos, extorsão de artistas do rap para forçar os artistas a se afiliarem a gangue e fraude resultando em perdas de mais de $ 450.000. Além disso, os Gangster Disciples traficavam grandes quantidades de heroína, cocaína, metanfetamina, medicamentos ilegais e maconha. A acusação também visa a apreensão de 34 diferentes armas de fogo apreendidas como parte da investigação.
Em 21 de julho de 2020, um carro parou em uma funerária em Englewood, Chicago e pelo menos dois homens armados abriram fogo. Quinze pessoas ficaram feridas, sem relatos de mortes. O funeral foi para uma vítima morta uma semana antes e estava supostamente envolvendo uma disputa entre duas facções dos Gangster Disciples.